# Scardamia auricincta
Scardamia auricincta là một loài bướm đêm trong họ Geometridae.